# 井原親章
井原 親章（いばら ちかあき、文化13年4月15日（1816年5月11日） - 慶応2年12月19日（1867年1月24日））は、幕末の萩藩毛利家の重臣。寄組井原家（2102石）の当主。
実父は吉田八右衛門利貞。正室は井原熈敬の娘。諱は師中、親章。通称は熊之進、大学、備前、主計。号は藎斎、雨石、静窓。

## 生涯
文化13年（1816年）、萩藩大組士（305石）吉田利貞の二男として生まれる。弘化4年（1847年）、寄組士井原熈敬の養嗣子となる。養父から家督を継ぎ、藩主毛利慶親の偏諱を受け親章と名のる。嘉永5年（1852年）、藩主側近の手廻組となる。元治元年（1864年）5月、加判役（家老）に任じられる。
慶応元年（1865年）4月、幕府は第二次長州征伐令を発した。安芸広島に下向して来た幕吏は、萩藩の嘆願陳情を一切拒絶した。この時、親章は藩命により幕府の招致に応じるため、大坂行きを命じられた。しかし、上坂途上の広島で突如、藩主父子の意を質して進退を決する、といって帰藩した。これは出発にあたり、世子毛利定広から軽々に上坂しないよう注意を受けていたためとみられる。広島藩は日を限って上坂を促し、進退に窮し藩主敬親に拝謁を請うたが許されず、病を得た親章は給領地の熊毛三輪に閉居した。
慶応2年（1866年）12月19日、心労が重なり病死した。享年51。